# Burden (Kansas)
Burden è un comune degli Stati Uniti d'America, situato nello Stato del Kansas, nella Contea di Cowley.